# Alessandro Pinzauti

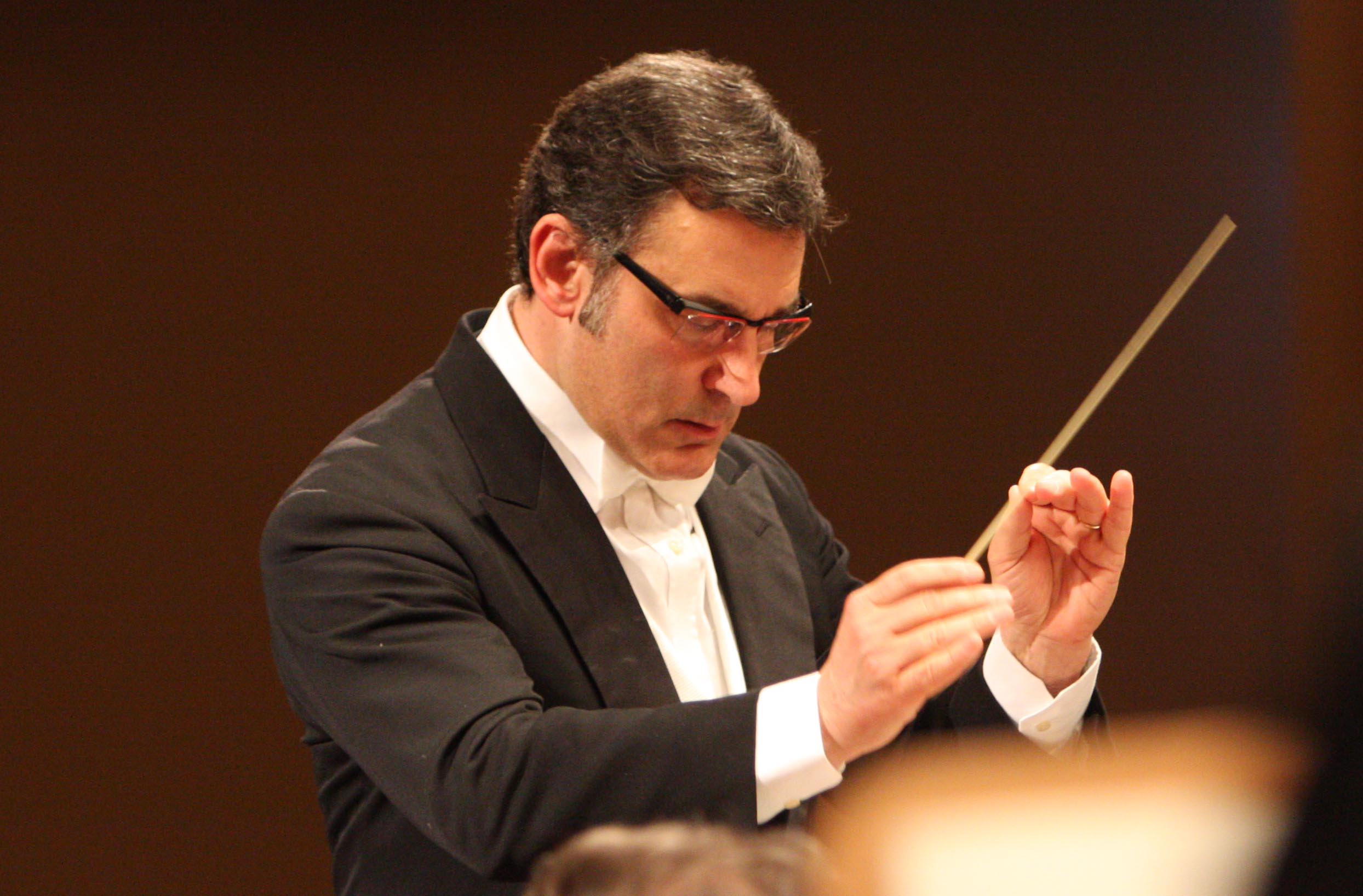

Alessandro Pinzauti (Roma, 19 settembre 1958) è un direttore d'orchestra italiano,  di ruolo presso il Conservatorio Luigi Cherubini di Firenze della classe di Direzione d'orchestra, unica cattedra in Toscana nell'ambito dell'Alta formazione artistica, musicale e coreutica.

## Formazione
Nato a Roma da una famiglia di musicisti fiorentini, compie a Firenze gli studi umanistici e musicali, laureandosi in Lettere moderne con Giorgio Luti e diplomandosi in violino sotto la guida di Sandro Materassi. Pubblica nel 1977 e 1979 due libri di poesia, vincendo nel 1979 il Fiorino d’Oro al premio letterario Vallombrosa. Studia direzione d’orchestra con Franco Ferrara all’Accademia Musicale Chigiana nel 1979 e nel 1980, e contemporaneamente alla Scuola di Musica di Fiesole con Piero Bellugi ai corsi di Qualificazione Professionale per Orchestra. 
Giovanissimo frequenta le lezioni di analisi della partitura con Luigi Dallapiccola e successivamente con Romano Pezzati e Luciano Berio che nel 1981 lo fa debuttare come direttore d’orchestra a Radicondoli.

## Carriera
In Italia dirige più volte l’orchestra del Maggio Musicale Fiorentino, l’Orchestra sinfonica nazionale della RAI e quelle degli enti lirici di Trieste, Bologna, Genova e Verona, con solisti di fama internazionale fra i quali Aldo Bennici, Daniele Damiano, Aldo Ciccolini, Pietro De Maria, Alexander Lonquich, Louis Lortie, Andrea Lucchesini, Misha Maisky, Antonio Meneses, Mario Brunello, David Geringas, Jian Wang, Boris Belkin, Kolja Blacher, Herbert Schuch, Maria Tipo, Bruno Canino, Lilya Zilberstein e Krystian Zimerman, e attori quali Paolo Poli e Fabrizio Gifuni. 
Nel 1985 è assistente musicale di Riccardo Muti nella produzione di Macbeth al Teatro San Carlo di Napoli. Nel 1987 porta in tournée a Dresda l’Orchestra della Toscana, della quale è uno dei direttori ospiti più assidui; nel 1988 esordisce a Londra con la London Philharmonic Orchestra e l’anno successivo al Lyric Opera House di Chicago con Il Barbiere di Siviglia di Rossini. Nel 1991 dirige a Livorno L'amico Fritz di Mascagni in occasione del centenario della prima rappresentazione dell'opera. Partecipa inoltre alla Biennale di Venezia, al Ravenna Festival, al Maggio Musicale Fiorentino e al Cantiere Internazionale d'Arte di Montepulciano.
Dal 1985 è titolare della cattedra di direzione d’orchestra presso il Conservatorio di Musica "L. Cherubini" di Firenze e dal 1994 al 1997 è direttore stabile dell’Orchestra Giovanile Italiana, con la quale debutta a Vienna nel 1995.
Nel 1998 ha fondato con l'aiuto e il sostegno di Riccardo Muti la Camerata Strumentale "Città di Prato" con la quale progetta insieme ad Aldo Bennici, vicepresidente e direttore artistico del CIDIM due tournée in Sudamerica nel 2001 con un ciclo di dieci concerti in Brasile, Cile e Argentina e di nuovo nel 2003 con un programma interamente rossiniano. Nel 2008 sempre con il CIDIM progetta e dirige una serie di concerti in Italia con la Camerata Strumentale "Città di Prato" con la partecipazione del violinista Boris Belkin.
Ha collaborato regolarmente con il Teatro Verdi di Pisa dal 1997 al 2010, dove ha diretto Il barbiere di Siviglia di Paisiello e di Rossini, Norma di Bellini, Il turco in Italia, L'italiana in Algeri, con la regia di Toni Servillo, e La Cenerentola di Rossini. 
Nella stagione lirica invernale del 2000 ha diretto al Teatro del Maggio Musicale Fiorentino La sonnambula di Vincenzo Bellini con la regia di Federico Tiezzi, e nell’ottobre dello stesso anno ha debuttato con Norma al Teatro dell'Opera di Roma.
Nel novembre del 2002 ha diretto al Teatro di Pisa, Prato e Siena con la Camerata Strumentale "Città di Prato" una nuova produzione de Le nozze di Figaro, seguita nel 2005 dal Don Giovanni e nel 2006 con l’Orchestra della Toscana, Così fan tutte a completamento della trilogia di Mozart e Da Ponte. 
È stato interprete di prime esecuzioni assolute di Vacchi, Pezzati, Pennisi, Luciani, Tutino, Dall'Ongaro.
Nella stagione 2004 della Camerata Strumentale di Prato ha diretto La Nona Sinfonia di Beethoven e Phaedra di Britten con Monica Bacelli.
Con l'Orchestra della Toscana e il Coro da Camera di Praga dirige nel 2007 La Creazione di Haydn a Perugia e Siena. Nell’ottobre 2009 ha ripreso Norma al Teatro Verdi di Pisa e a Trento con l'Orchestra della Toscana. Nell’ottobre 2013 sempre a Trento dirige Il Barbiere di Siviglia di Rossini con l’Orchestra Haydn di Bolzano.
Ha registrato in CD, L'Amico Fritz di Mascagni, Pierino e il lupo di Prokof'ev e Histoire de Babar di Poulenc (Orchestra della Toscana, voce recitante Paolo Poli).
Con la Camerata Strumentale Città di Prato e l'Athesis Chorus ha registrato la Missa in tempore belli e il Te Deum di Haydn.
Inoltre, Il Turco in Italia di Rossini, registrato dal vivo al Teatro Verdi di Pisa, e con la Camerata Strumentale “Città di Prato” La Creazione di Haydn, un’antologia di ouvertures, un CD dedicato ai lavori di Luigi Cherubini, Il concerto K466 di Mozart (solista Pietro De Maria) insieme alla Suite per Orchestra n. 4 "Mozartiana" di Cajkovskij, e Le sette ultime parole del nostro Redentore in croce di Haydn. 
Nel novembre del 2019, ha portato in tournée l'ONCI (Orchestra Nazionale Conservatori Italiani) in Bulgaria e a Firenze al Teatro del Maggio Musicale Fiorentino.
Nell'ottobre 2022 ha partecipato alla giuria della seconda edizione del Concorso per Direttori d’Orchestra intitolata a Sergey Kussewitzky, il
suo epilogo tenutosi il 15 e 16 ottobre.
Il 1 novembre 2023 ha diretto presso il Duomo di Santa Maria del Fiore a Firenze la MISSA IN TEMPORE BELLI di Haydn durante la solenne messa di Tutti i Santi celebrata dal Cardinale Giuseppe Betori con orchestra, coro e solisti del Conservatorio di musica "Luigi Cherubini" di Firenze.